# کوهی فوجیتا
کوهی فوجیتا (انگلیسی: Kohei Fujita؛ زادهٔ ۱۹ ژوئن ۱۹۸۹) بازیکن فوتبال اهل ژاپن است.